# Lepidiota
Lepidiota är ett släkte av skalbaggar. Lepidiota ingår i familjen Melolonthidae.

## Dottertaxa tillLepidiota, i alfabetisk ordning[1]
- Lepidiota acuminata
- Lepidiota aenigma
- Lepidiota africana
- Lepidiota albistigma
- Lepidiota alticalceus
- Lepidiota amitina
- Lepidiota annamansis
- Lepidiota apicalis
- Lepidiota argentea
- Lepidiota arnhemensis
- Lepidiota aspera
- Lepidiota astrolabensis
- Lepidiota bakkeri
- Lepidiota bidentata
- Lepidiota bimaculata
- Lepidiota blachardi
- Lepidiota bonguana
- Lepidiota brenskei
- Lepidiota brittoni
- Lepidiota brunnea
- Lepidiota cabala
- Lepidiota caesia
- Lepidiota carolinensis
- Lepidiota caudata
- Lepidiota centralis
- Lepidiota ciliata
- Lepidiota clareae
- Lepidiota clypealis
- Lepidiota cochinchinae
- Lepidiota comes
- Lepidiota condita
- Lepidiota consobrina
- Lepidiota contigua
- Lepidiota corporaali
- Lepidiota corpulenta
- Lepidiota crenaticollis
- Lepidiota crenulata
- Lepidiota crinita
- Lepidiota degener
- Lepidiota delicatula
- Lepidiota discedens
- Lepidiota dohrni
- Lepidiota draconis
- Lepidiota dybasi
- Lepidiota elongata
- Lepidiota ferruginosa
- Lepidiota flavimargo
- Lepidiota flavipennis
- Lepidiota florens
- Lepidiota frenchi
- Lepidiota froggatti
- Lepidiota furtiva
- Lepidiota gibbifrons
- Lepidiota gilesi
- Lepidiota grata
- Lepidiota grisea
- Lepidiota guttata
- Lepidiota helleri
- Lepidiota heurni
- Lepidiota hilli
- Lepidiota hirsuta
- Lepidiota hispida
- Lepidiota horni
- Lepidiota hylaea
- Lepidiota impluviata
- Lepidiota impressifrons
- Lepidiota ingrata
- Lepidiota insularum
- Lepidiota keyensis
- Lepidiota labrata
- Lepidiota laciniata
- Lepidiota laevis
- Lepidiota lepida
- Lepidiota lepidosterna
- Lepidiota lewisae
- Lepidiota lineata
- Lepidiota luctuosa
- Lepidiota macrolepida
- Lepidiota maculata
- Lepidiota mansueta
- Lepidiota marginipennis
- Lepidiota mellyi
- Lepidiota microlepida
- Lepidiota milneana
- Lepidiota minuta
- Lepidiota munda
- Lepidiota negatoria
- Lepidiota nicobarica
- Lepidiota nigricollis
- Lepidiota nigrofusca
- Lepidiota nonfriedi
- Lepidiota noxia
- Lepidiota oberndorferi
- Lepidiota oblonga
- Lepidiota olivacea
- Lepidiota oryx
- Lepidiota papua
- Lepidiota pauper
- Lepidiota peninsularis
- Lepidiota pentaphylla
- Lepidiota perkinsi
- Lepidiota philippinica
- Lepidiota picticollis
- Lepidiota podicalis
- Lepidiota praecellens
- Lepidiota pruinosa
- Lepidiota pruinosula
- Lepidiota pumila
- Lepidiota punctatipennis
- Lepidiota punctum
- Lepidiota quedenfeldti
- Lepidiota quinaria
- Lepidiota quinqueflabellata
- Lepidiota quinquelineata
- Lepidiota renardi
- Lepidiota reuleauxi
- Lepidiota rhizotrogoides
- Lepidiota richteri
- Lepidiota robusta
- Lepidiota ronensis
- Lepidiota rothei
- Lepidiota rubrior
- Lepidiota rudepunctata
- Lepidiota rufa
- Lepidiota rugifrons
- Lepidiota rugosa
- Lepidiota rugosipennis
- Lepidiota salax
- Lepidiota salomona
- Lepidiota scutata
- Lepidiota scutellata
- Lepidiota semonis
- Lepidiota serraticollis
- Lepidiota siamensis
- Lepidiota sinuatifrons
- Lepidiota sororia
- Lepidiota sparsa
- Lepidiota spinipennis
- Lepidiota squalida
- Lepidiota squamulata
- Lepidiota squamuligera
- Lepidiota sticta
- Lepidiota sticticopetra
- Lepidiota stigma
- Lepidiota stimulans
- Lepidiota stradbrokensis
- Lepidiota sus
- Lepidiota suspicax
- Lepidiota tonkinensis
- Lepidiota townsvillensis
- Lepidiota tridens
- Lepidiota trihomines
- Lepidiota ultima
- Lepidiota uptoni
- Lepidiota valida
- Lepidiota weiri
- Lepidiota verna
- Lepidiota yorkensis